# Свети Теодор (Халкидики)
Свети Теодор (грч. Άγιοι Θεόδωροι, Аји Теодори) је приморско насељено место у општини Ситонија у периферији Средишња Македонија, Грчка. Према попису из 2021. године било је 2 становника.
Насеље је подигнуто осамдесетих година 20. века и први пут се помиње на попису из 1991. године са 12 становника.